# Country Acres
Country Acres è un census-designated place (CDP) degli Stati Uniti d'America della contea di San Patricio nello Stato del Texas. La popolazione era di 185 abitanti al censimento del 2010. È stato creato per distacco dal CDP di Falman-County Acres.

## Geografia fisica
Country Acres è situata a 27°55′30″N 97°09′58″W (27.925064, -97.166012).
Secondo lo United States Census Bureau, il CDP ha una superficie totale di 0,29 km², dei quali 0,29 km² di territorio e 0 km² di acque interne (0% del totale).

## Società

### Evoluzione demografica
Secondo il censimento del 2010, la popolazione era di 185 abitanti.

### Etnie e minoranze straniere
Secondo il censimento del 2010, la composizione etnica del CDP era formata dall'80,54% di bianchi, il 2,16% di afroamericani, lo 0% di nativi americani, il 2,16% di asiatici, lo 0% di oceanici, l'11,89% di altre razze, e il 3,24% di due o più etnie. Ispanici o latinos di qualunque razza erano il 32,97% della popolazione.